# Katutura, Windhoek
Katutura (herersko kraj, v katerem ljudje ne želijo živeti) je okrožje v Windhoeku v regiji Khomas v Namibiji.  Ustanovljeno je bilo leta 1961 po prisilni odstranitvi črnega prebivalstva s starega dela Windhoeka, ki je pozneje postal predmestje Hochland Park (Highland Park). V okrožju sta tudi stadion Sama Nujome, ki je bil zgrajen leta 2005, in radijska postaja Katuturski radio (Katuturska Community Radio). Katuturska državna bolnišnica je ena od dveh državnih bolnišnic na območju Windhoeka.

## Zgodovina
V 1950-ih sta se občina Windhoek in južnoafriška kolonialna uprava odločili, da bosta prebivalce starega dela (del mesta, namenjen temnopoltemu prebivalstvu) preselili 8 km severno od mesta. Ljudi so prisilno izselili v Katuturo, ki v hererskem jeziku pomeni "kraj, v katerem ljudje ne želijo živeti". 
Več razlogov je bilo, da se večina prebivalcev ni hotela premakniti: bili so lastniki zemljišč, v Katuturi pa so bila vsa zemljišča občinska. Novo dodeljena zemljišča so bila tudi veliko manjša, prepovedani so bili vrtovi. Tudi gospodarsko so bili črni prebivalci v slabšem položaju, ker so  morali začeti plačevati najemnino občini in so potrebovali avtobus za prevoz na svoja delovna mesta v starem delu, saj je bilo za hojo predaleč. 
Po protestih in učinkovitem bojkotu komunalnih storitev je policija 10. decembra 1959 začela streljati na protestnike. Ubili so 11 in ranili 44 ljudi. Ta dogodek je znan kot "vstaja starega dela" in bila razlog za razglasitev dneva človekovih pravic 10. decembra za namibijski državni praznik. 
Prehod v novo predmestje je trajal več let. Leta 1962 je bilo preseljenih približno 7000 ljudi, ki so se pridružili 2000 prebivalcem plemena Ovambo, ki so še živeli tu. V tistem času je v Katuturi živela polovica avtohtonega prebivalstva Windhoeka. Razčlenitev stalnih prebivalcev različnih plemen leta 1962 je bila taka:
- Ovambi: skoraj 3000
- Damari: 2366
- obarvani (mulati): 1257
- Nami: 614
- Hereri: 468
- Ovambanderi: 71
- drugi/neopredeljeno: 1094

Politično je okrožje razdeljeno na dve volilni enoti: Katutura vzhod in Katutura center.

## Pomembnejši prebivalci
- Alfredo Tjiurimo Hengari (rojen 8. decembra 1974 v Windhoeku) je namibijski politolog in javni intelektualec, ki je obiskoval šolo v Katuturi.

Kot gimnazijec je dejavno sodeloval pri študentskih protestih proti apartheidu leta 1980. Po končani gimnaziji v Katuturi je vpisal politologijo in sociologijo na univerzi v Namibiji. Po študiju je tri leta poučeval na svoji nekdanji srednji šoli. Potem je šel v Južno Afriko, kjer je diplomiral iz mednarodnih odnosov na Stellenboški univerzi. V nalogi se je osredotočil na sporazume regionalnega gospodarskega partnerstva med Evropsko unijo in Južnoafriško skupnostjo (SADC).